# Spilogona pectinisetodes
Spilogona pectinisetodes este o specie de muște din genul Spilogona, familia Muscidae, descrisă de Fritz Isidore van Emden în anul 1951.
Este endemică în Nigeria. Conform Catalogue of Life specia Spilogona pectinisetodes nu are subspecii cunoscute.